# Birkefehl
Birkefehl (mundartlich Baerkefehle) ist ein Ortsteil von Erndtebrück im Kreis Siegen-Wittgenstein in Nordrhein-Westfalen. Das Dorf hat etwa 330 Einwohner.

## Geographie

### Nachbarorte
- Birkelbach
- Schameder
- Berghausen

## Geschichte
Schon zur Eisenzeit war die Gegend um Birkefehl besiedelt. Hiervon zeugt ein eisenzeitliches Gräberfeld.
Wann genau der Ort im Mittelalter wieder besiedelt worden ist, kann nicht mit Gewissheit gesagt werden. Es ist aber davon auszugehen, dass dieser Vorgang sich im 14. Jahrhundert abgespielt hat. In einer Berleburger Urkunde aus dem Jahre 1494 wird der Ort in Zusammenhang mit einem Güterverkauf erwähnt (BA Urk. Nr. 1249). Zu dieser Zeit hieß der Ort noch „Birkenfeld“.
Anfang des 16. Jahrhunderts ist Birkefehl wüst. 1538 erfolgt auf Anweisung des Grafen Johann von Wittgenstein die Neuansiedelung.
1781 gehört Birkefehl zur Schulzerei Birkelbach. Eine Erweiterung erfolgt 1819 bei der Zuordnung zum Schultheißenbezirk Birkelbach. Birkefehl gehört ab 1845 zum Amt Berghausen.
Der Ort gehört seit der Gebietsreform, die am 1. Januar 1975 in Kraft trat, zur Gemeinde Erndtebrück und war bis zur Eingemeindung eine selbstständige Gemeinde im damaligen Kreis Wittgenstein.

### Einwohnerentwicklung
- 1624: 007 Häuser
- 1819: 169 Einwohner in 22 Häusern
- 1900: 256 Einwohner
- 1961: 364 Einwohner[3]
- 1970: 350 Einwohner[3]
- 1974: 339 Einwohner[4]
- 1992: 361 Einwohner[5]
- 1995: 358 Einwohner
- 1997: 378 Einwohner
- 2000: 385 Einwohner
- 2002: 394 Einwohner
- 2005: 384 Einwohner
- 2007: 386 Einwohner
- 2010: 380 Einwohner
- 2012: 379 Einwohner
- 2018: 344 Einwohner
- 2020: 336 Einwohner
- 2023: 332 Einwohner

## Vereine
- MGV „Sangeslust“ Birkefehl
- Schießsportverein Magnum Birkefehl 1991 e. V.
- Schießverein „Tell“ Birkefehl von 1964
- Burschenschaft Birkefehl
- Freiwillige Feuerwehr – Löschgruppe Birkefehl
- Heimatfreunde Birkefehl
- Landfrauen Birkefehl
- Dorfgemeinschaft Birkefehl